# Va chạm giữa thiên hà Tiên Nữ và Ngân Hà
Va chạm giữa thiên hà Tiên Nữ và Ngân Hà là một sự va chạm thiên hà được dự đoán là sẽ xảy ra trong vòng khoảng 4 tỉ năm nữa giữa hai thiên hà lớn nhất trong Nhóm Địa phương—Ngân Hà (chứa Hệ Mặt Trời và Trái Đất của chúng ta) và thiên hà Tiên Nữ. Tuy nhiên, các ngôi sao trong hai thiên hà này cách xa nhau đến mức rất ít khả năng bất kì hai ngôi sao nào sẽ va chạm với nhau.

## Khả năng

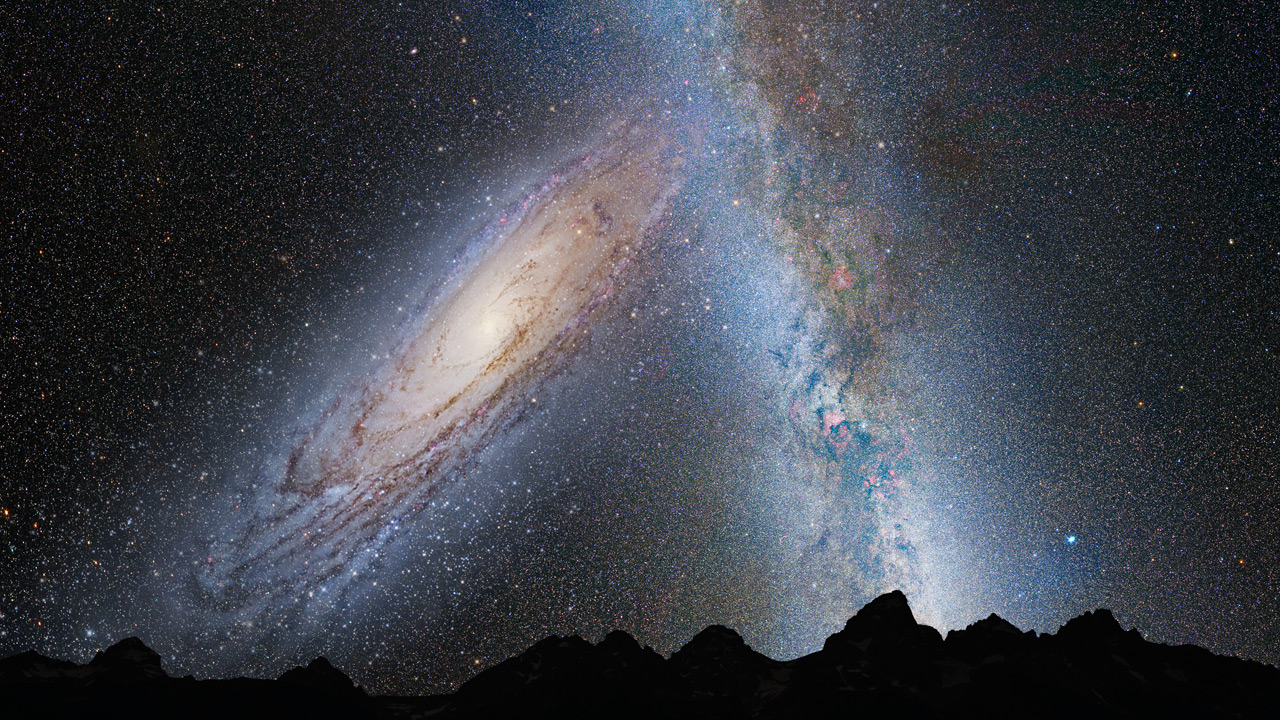
Dựa trên dữ liệu của Kính viễn vọng Không gian Hubble, Ngân Hà và thiên hà Tiên Nữ được dự đoán là sẽ va chạm với nhau trong vòng 3,75 tỉ năm nữa.

Thiên hà Tiên Nữ đang tới gần Ngân Hà với vận tốc khoảng 110 kilômét trên giây (68 mi/s). Cho đến năm 2012 vẫn chưa có cách nào để biết chắc chắn được rằng vụ va chạm có xảy ra hay không. Năm 2012, các nhà nghiên cứu đã rút ra kết luận rằng điều đó là chắc chắn sau khi theo dõi chuyển động của thiên hà Tiên Nữ bằng Kính viễn vọng Không gian Hubble từ năm 2002 đến năm 2012.
Những sự va chạm như vậy xảy ra một cách tương đối phổ biến. Chính thiên hà Tiên Nữ được cho là đã từng va chạm với ít nhất một thiên hà khác trong quá khứ, và một số thiên hà lùn như SagDEG cũng đang va chạm và hợp nhất với Ngân Hà.
Các nghiên cứu này còn cho thấy rằng M33, hay thiên hà Tam Giác – thiên hà lớn và sáng thứ ba trong Nhóm Địa phương – cũng sẽ tham gia vào sự kiện này. Nhiều khả năng nó sẽ trở thành vệ tinh của thiên hà mới do vụ va chạm giữa thiên hà Tiên Nữ và Ngân Hà tạo ra, và cuối cùng sẽ tiếp tục hợp nhất với thiên hà đó. Nhưng cũng có khả năng thiên hà Tam Giác sẽ va chạm với Ngân Hà trước, hoặc thậm chí là bị văng ra khỏi Nhóm Địa phương.

## Va chạm sao
Mặc dù thiên hà Tiên Nữ và Ngân Hà chứa lần lượt khoảng 1 nghìn tỉ (1012) và 300 tỉ (3×1011) ngôi sao, khả năng thậm chí chỉ 2 ngôi sao va chạm với nhau là không đáng kể do khoảng cách khổng lồ giữa chúng. Lấy ví dụ, ngôi sao nằm gần Mặt Trời nhất là Proxima Centauri, cách khoảng  4,2 năm ánh sáng (4,0×1013 km; 2,5×1013 mi) hay 30 triệu (3×107) lần đường kính Mặt Trời. Nếu Mặt Trời là một quả bóng bàn, Proxima Centauri sẽ tương đương với một hạt đậu ở cách xa khoảng 1.100 km (680 mi), và Ngân Hà thì sẽ rộng khoảng 30 triệu km (19 triệu mi). Mật độ sao ở càng gần trung tâm thiên hà thì càng dày đặc hơn nhưng khoảng cách trung bình giữa các ngôi sao vẫn là 160 tỉ (1.6×1011) km (100 tỉ mi), tức là tương đương với một quả bóng bàn trên mỗi 3,2 km (2,0 mi). Do đó, rất ít khả năng bất cứ 2 ngôi sao nào nằm trong hai thiên hà sẽ va chạm với nhau.

## Va chạm lỗ đen
Cả Ngân Hà và thiên hà Tiên Nữ đều có một lỗ đen siêu khối lượng ở trung tâm, bao gồm Sagittarius A* (có khối lượng gấp 3,6 × 106 lần Mặt Trời) và một vật thể nằm ở tâm thiên hà Tiên Nữ có khối lượng gấp 1-2 × 108 Mặt Trời. Hai lỗ đen này sẽ đồng quy ở gần trung tâm của thiên hà mới được tạo thành. Lỗ đen mới có thể sẽ tạo ra một chuẩn tinh hoặc một nhân thiên hà hoạt động. Năm 2006, các mô phỏng cho thấy Trái Đất sẽ bị kéo lại gần trung tâm của thiên hà mới cũng như một trong hai lỗ đen trước khi bị văng hoàn toàn ra khỏi thiên hà.

## Số phận của Hệ Mặt Trời
Dựa trên những tính toán của mình về vận tốc di chuyển của thiên hà Tiên Nữ, hai nhà khoa học thuộc Trung tâm Vật lý Thiên văn Harvard–Smithsonian đã đưa ra dự đoán rằng có 50% khả năng khoảng cách từ Hệ Mặt Trời đến trung tâm thiên hà sẽ bị đẩy ra xa gấp 3 lần hiện tại, đồng thời có 12% khả năng Hệ Mặt Trời sẽ bị văng ra khỏi thiên hà mới, tuy điều đó sẽ không gây ảnh hưởng gì đến Hệ Mặt Trời và rất ít khả năng Mặt Trời và các hành tinh sẽ bị chấn động.
Nếu không có sự can thiệp nào, tại thời điểm hai thiên hà va chạm với nhau bề mặt của Trái Đất sẽ đã trở nên quá nóng để nước tồn tại ở dạng lỏng, do đó trên hành tinh của chúng ta sẽ không còn sự sống. Điều này được dự đoán là sẽ xảy ra trong vòng khoảng 3,75 tỉ năm nữa do độ sáng ngày càng cao của Mặt Trời (ở thời điểm đó Mặt Trời sẽ sáng hơn 35–40% so với hiện tại).

## Những sự kiện sao có thể xảy ra
Khi hai thiên hà xoáy ốc va chạm với nhau, khí hiđrô tồn tại trong đĩa của chúng sẽ bị nén lại, khiến các sao mới được hình thành một cách mạnh mẽ như những gì đang diễn ra đối với các thiên hà Antennae. Trong trường hợp của thiên hà Tiên Nữ và Ngân Hà, lượng khí còn lại trong đĩa của chúng được cho là sẽ còn rất ít, do đó sự hình thành sao mới sẽ yếu hơn một cách tương đối, mặc dù vẫn có thể đủ để hình thành một chuẩn tinh.

## Kết quả
Dựa trên các mô phỏng, vật thể này sẽ trông giống như một thiên hà elip khổng lồ có mật độ sao ở trung tâm thấp hơn thiên hà Tiên Nữ và Ngân Hà. Cũng có khả năng thiên hà mới sẽ có dạng đĩa.
Trong tương lai xa, các thiên hà còn lại trong Nhóm Địa phương sẽ hợp nhất với vật thể này, bước tiếp theo trong quá trình tiến hóa của nhóm thiên hà của chúng ta.